# Probus (Kornwalia)
Probus – wieś w Anglii, w Kornwalii. Leży 46 km na północny wschód od miasta Penzance i 365 km na zachód od Londynu.